# Clásica San Sebastián 1985
De Clásica San Sebastián 1985 is de 5e editie van de wielerklassieker Clásica San Sebastián en werd verreden op 16 augustus 1985. Adrie van der Poel kwam na 244 kilometer als winnaar over de streep. 

## Uitslag
| Plaats  | Naam                  | Ploeg                | Tijd     |
| ------- | --------------------- | -------------------- | -------- |
| Winnaar | Adrie van der Poel    | Kwantum-Decosol-Yoko | 5’52’32” |
| 2       | Iñaki Gastón          | Reynolds             | z.t.     |
| 3       | Juan Fernández Martín | Zor-Gemeaz Cusin     | z.t.     |
| 4       | Miguel Ángel Iglesias | Kelme-Merckx         | z.t.     |
| 5       | Niki Rüttimann        | La Vie Claire        | z.t.     |
| 6       | Antonio Esparza       | Kelme-Merckx         | z.t.     |
| 7       | Imanol Murga          | Orbea-Gin MG         | z.t.     |
| 8       | Ángel Camarillo       | Zor-Gemeaz Cusin     | z.t.     |
| 9       | Álvaro Pino           | Zor-Gemeaz Cusin     | z.t.     |
| 10      | Felipe Yáñez          | Orbin-Gin MG         | z.t.     |

1981 · 1982 · 1983 · 1984 · 1985 · 1986 · 1987 · 1988 · 1989 · 1990 · 1991 · 1992 · 1993 · 1994 · 1995 · 1996 · 1997 · 1998 · 1999 · 2000 · 2001 · 2002 · 2003 · 2004 · 2005 · 2006 · 2007 · 2008 · 2009 · 2010 · 2011 · 2012 · 2013 · 2014 · 2015 · 2016 · 2017 · 2018 · 2019 · 2020 · 2021 · 2022 · 2023 · 2024